# Albanien i olympiska vinterspelen 2022
Albanien deltog i de olympiska vinterspelen 2022 i Peking i Kina, som arrangerades mellan den 4 och den 20 februari 2022. Fanbärare vid invigningen var Denni Xhepa, som även var landets enda deltagare i tävlingen. Han blev tillfrågad om deltagandet en månad innan tävlingen började. Han kom på 28:e plats i männens slalom och diskvalificerades i storslalom.